# Усть-Пинежское сельское поселение
Усть-Пинежское сельское поселение или муниципальное образование «Усть-Пинежское» — упразднённое муниципальное образование со статусом сельского поселения в Холмогорском муниципальном районе Архангельской области России.
Соответствует административно-территориальной единице в Холмогорском районе — Усть-Пинежскому сельсовету.
Административный центр — посёлок Усть-Пинега.

## География
Сельское поселение находится в Холмогорском районе, на левом берегу Северной Двины. Крупнейший реки поселения: Северная Двина и Пинега.

## История
Муниципальное образование было образовано в 2006 году.

## Население
| 2010 | 2011  | 2012  | 2013 | 2014 | 2015 |
| ---- | ----- | ----- | ---- | ---- | ---- |
| 1052 | ↘1046 | ↘1011 | ↘989 | ↘965 | ↘923 |
| 2016 | 2017  | 2018  | 2019 | 2020 | 2021 |
| ↘883 | ↘838  | ↘788  | ↘747 | ↘721 | ↗740 |

## Состав поселения
В состав сельского поселения входят:
- посёлок Варда
- деревня Нижняя Паленьга
- посёлок Печки
- посёлок Рожево
- посёлок Усть-Пинега